# Félix de Jesús Rougier
Félix de Jesús Rougier (17 de diciembre de 1859, Meilhaud, Francia -10 de enero de 1938, Ciudad de México) fue un sacerdote católico, fundador de varios institutos de vida religiosa, declarado venerable por el Papa el año 2000.

## Juventud
El venerable Siervo de Dios Felix de Jesús Rougier nació el 17 de diciembre de 1859
en Meilhaud, Francia. Sus padres fueron Benedicto Félix Rougier Cahauvassagne y María Luisa Olanier Sampeix. Tuvo dos hermanos: Emmanuel, quien inicialmente fue misionero en Oceanía pero que más tarde abandonaría el sacerdocio, y Estanislao, quien se distinguió por ser un incansable promotor de acciones sociales, defendiendo a los agricultores de su tierra.
Inicialmente, Félix Rougier había pensado en ser médico. Sin embargo, su visión cambiaría radicalmente tras conocer al obispo, Monseñor Eloy, quien había asistido ante el joven Félix y más de 300 alumnos más, y les habló largamente de las misiones. Así, Félix sintió un deseo muy intenso de hacerse misionero, que con el tiempo fue madurando. Ese día, de entre más de 400 alumnos reunidos en el patio del colegio, solo él puso su mano en alto para anotarse a las misiones.
Su lema era "Amar al Espíritu Santo y Hacerlo Amar..."

## Ordenación sacerdotal
Después de reflexionar en su vocación como misionero decide entrar a la Sociedad de María (Maristas) donde es admitido y reconocido por su obediencia y su entrega feliz a su ministerio. Cuando se encontraba cerca de su ordenación sacerdotal le vino una fuerte artritis en su brazo derecho, motivo por el cual no podía ser ordenado ya que en aquel tiempo el disponer un buen estado de salud era un requisito fundamental. Sin embargo, y tras dolorosas pruebas producto de su enfermedad, es curado milagrosamente por San Juan Bosco quien más tarde le diría: "Dios le hará ganar muchas almas". Don Bosco era conocido por su capacidad de obrar hechos extraordinarios en las personas y con el P. Félix lo hizo una vez más. Aunque no se le quitó del todo el problema del brazo, la mejoría fue extraordinaria y se consolidó con el tiempo, salvando su brazo derecho. Finalmente, pudo ser ordenado como sacerdote el 24 de septiembre de 1887.

## Misionero
Su sueño era ser misionero en Oceanía, pero inicialmente su envío allí se vio suspendido por su enfermedad en el brazo. Sus superiores lo mandaron a Colombia, donde desarrolló una amplia labor educativa e hizo frente a los retos de la "Guerra de los mil días". Realizó un apostolado a nivel nacional recaudando alimentos y entregándolos a la comunidad hambrienta. Asimismo, se dedicó a acompañar a los soldados en sus últimas horas y momentos de enfermedad. Arriesgando su vida, iba en plena guerra confesando y auxiliando a los heridos; incluso una vez defendió con su capa a un cadáver que iban a profanar los enemigos.
En febrero de 1902 llega a México donde, el 4 de febrero de 1903, se encuentra con la beata Concepción Cabrera de Armida quien, sin saber nada de él, le empieza a platicar en confesión sobre ciertas cosas que solo el padre Félix sabía de sí mismo. Luego la señora Armida (quien tenía diversas gracias místicas) le platicó sobre las Obras de la Cruz que ella misma había fundado, lo cual provocó un gran amor y respeto del padre Félix para con estas obras. Al poco tiempo, Conchita Cabrera le anuncia que Dios lo quería para que fuera el fundador de la quinta Obra de la Cruz, los Misioneros del Espíritu Santo. Aceptó la invitación tras pedir los debidos consejos a las diversas autoridades eclesiásticas.

## Fundaciones
Cuando el padre Félix solicitó el permiso de fundar la mencionada Congregación, se le denegó y se le prohibió ocuparse de este proyecto durante 10 años. Esto provocó un gran dolor en él pero se mantuvo firme con Cristo sabiendo que su labor daría frutos. Fue así como por intercesión de Monseñor Ramón Ibarra y González, Primer Arzobispo de Puebla, la Santa Sede concedió que Félix de Jesús Rougier fundara el 25 de diciembre de 1914 en la Capilla de las Rosas en el Tepeyac, Ciudad de México, la Congregación de Misioneros del Espíritu Santo. Esto se realizó en plena persecución religiosa por parte del gobierno.
Con el paso del tiempo dio vida a tres nuevos Institutos de Vida Religiosa: Las Hijas del Espíritu Santo (1924) con el fin de trabajar en favor de la educación de los jóvenes, promoviendo en ellos a todas las vocaciones dentro de la Iglesia; las Misioneras Guadalupanas del Espíritu Santo como respuesta a las necesidades del pueblo indígena y de los más necesitados, y las Oblatas de Jesús Sacerdote con el fin de colaborar en la formación de los futuros sacerdotes.
Félix de Jesús Rougier era reconocido en su época como un santo porque amaba su sacerdocio, su misión, y nunca perdía una oportunidad para trabajar en favor de un mundo mejor. Se adelantó a su época dando un gran apoyo a los laicos, así como promoviendo diversos medios de comunicación. Fundó la Revista la Cruz que se sigue editando. Además de haber sido un buen egiptólogo, se dedicó a la creación de colegios y a la promoción de hospitales.

## Muerte y Declaración de Venerabilidad

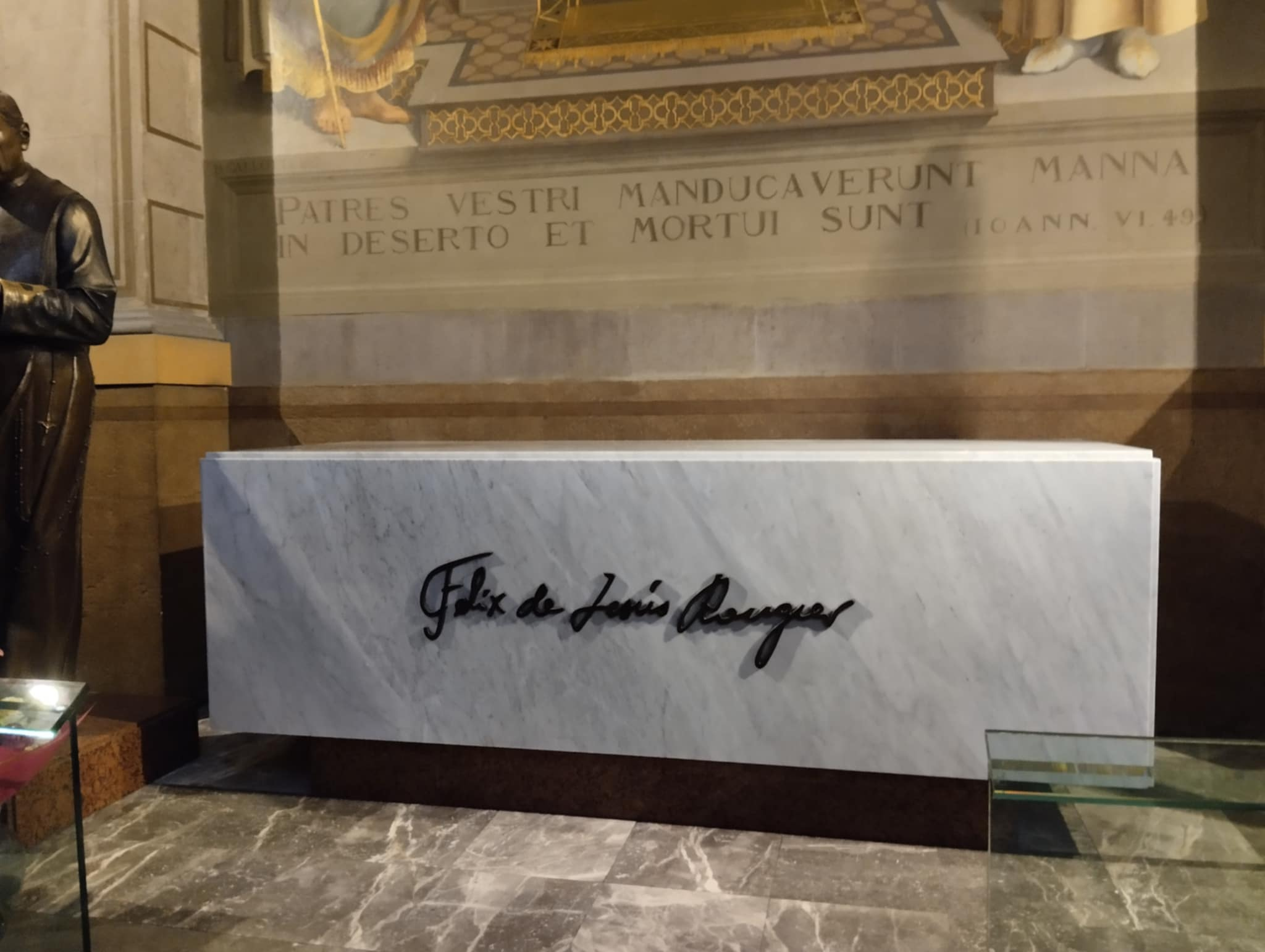
Tumba de Félix de Jesús Rougier en el Templo Expiatorio Nacional de San Felipe de Jesús, Ciudad de México.

Tras una grave enfermedad, falleció el 10 de enero de 1938 en el Hospital Francés de la Ciudad de México. Sus últimas palabras fueron: Con María todo, sin ella nada. Sus restos mortales se encuentran en el Templo Expiatorio Nacional de San Felipe de Jesús, en el Centro Histórico de la Ciudad de México.